# Vitebsk (tỉnh)
Tỉnh Vitebsk, hay tỉnh Viciebsk (tiếng Belarus: Ві́цебская во́бласць, đã Latinh hoá: Viciebskaja voblasć; tiếng Nga: Ви́тебская о́бласть, đã Latinh hoá: Vitebskaya oblast) là một trong các tỉnh của Belarus. Trung tâm hành chính của tỉnh là Vitebsk. Tính đến năm 2019, tỉnh này có dân số 1.135.731 người. Đây là tỉnh có mật độ dân số thấp nhất ở Belarus với 30,6 người/km². Các thành phố quan trọng của tỉnh là Vitebsk, Orsha, Polotsk và Novopolotsk.

## Địa lý

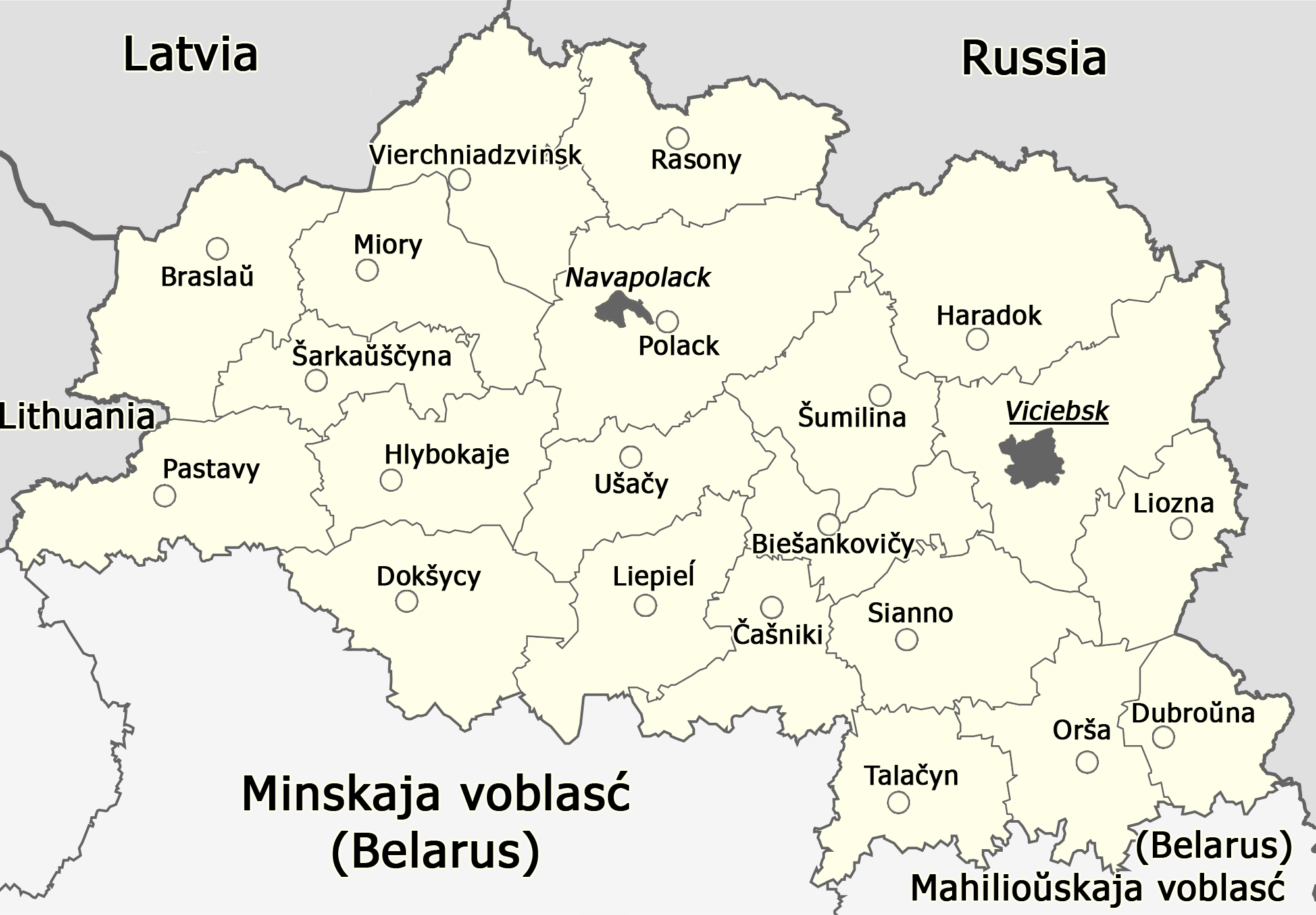
Bản đồ các phân khu hành chính của tỉnh Vitebsk

Tỉnh Vitebsk có diện tích khoảng 40.000 km², chiếm khoảng 19,4% tổng diện tích quốc gia. Phía bắc giáp tỉnh Pskov của Nga, tỉnh Smolensk của Nga ở phía đông, giáp tỉnh Minsk và tỉnh Mogilev ở phía nam, giáp tỉnh Minsk và tỉnh Grodno ở phía tây nam, ở phía tây và tây bắc giáp các hạt Vilnius và Utena của Litva và các khu tự quản Augšdaugava, Krāslava và Ludza của Latvia.
Điểm cực bắc của Belarus nằm ở huyện Verkhnyadzvinsk của tỉnh Vitebsk, phía bắc hồ Osveya.
Năm 2000, các nhà khoa học Belarud Alexey Solomonov và Valery Anoshko đã công bố một báo cáo trong đó họ tuyên bố rằng trung tâm địa lý của Châu Âu nằm gần hồ Sho (tiếng Belarus: Шо) ở tỉnh Vitebsk.
Khu vực này nổi tiếng vì nhiều hồ, các hồ lớn nhất của tỉnh Vitebsk là: Osveyskoye (lớn thứ 2 tại Belarus), Lukomskoye (thứ 4), Drivyaty (lớn nhất nhóm hồ Braslav), Nescherdo, Snudy, Lisno, Ezerische, Strusto, Richi, Losvido, Lepelskoye.
Tỉnh này có nhiều vườn quốc gia, khu bảo tồn thiên nhiên và khu bảo tồn động vật hoang dã có tầm quan trọng quốc gia hơn bất kỳ khu vực nào khác của Belarus. Nhóm hồ Braslav và vườn quốc gia Naroch và khu dự trữ sinh quyển Berezinski chiếm 3,4% lãnh thổ của toàn tỉnh và 22 khu bảo tồn động vật hoang dã có tầm quan trọng quốc gia chiếm 4,1% diện tích của tỉnh.

## Kinh tế
Ngành công nghiệp chính của khu vực là hóa dầu. "Naftan" tại Novopolotsk là một trong những nhà máy lọc dầu lớn nhất ở Belarus và là nhà sản xuất polyme lớn, "LLK-Naftan" (Novopolotsk) sản xuất phụ gia dầu. Tỷ trọng ngành thực phẩm trong tổng sản lượng công nghiệp toàn tỉnh ước đạt 14-15%. Tỷ trọng các nhà máy dệt may, da giày (công nghiệp nhẹ) ước tính khoảng 5-6%, các nhà máy lớn là "Belvest" (giày), "Marko" (giày; đều ở Vitebsk), nhà máy lanh Orsha, "thảm Vitebsk", nhà máy may mặc "Znamya industrializacyi" ở Vitebsk, "Bell Bimbo" (nhà sản xuất quần áo trẻ em). Các nhà máy điện và máy móc lớn nhất (5-6% sản lượng công nghiệp của khu vực) là "Vityas" ở Vitebsk (TV và thiết bị gia dụng), nhà máy máy công cụ "Vistan", nhà máy dụng cụ đo điện Vitebsk, nhà máy bộ phận phụ tùng máy kéo Vitebsk, nhà máy sản xuất máy công cụ "Chiến binh đỏ" ở Orsha. Nhà máy điện Lukoml là nhà máy điện lớn nhất ở Belarus.
Tỉnh Vitebsk có một số kết nối giao thông quan trọng với Nga, Ukraina, các nước Baltic và Ba Lan. Nhiều khu nghỉ mát bên hồ thu hút khách du lịch đến nghỉ vài đêm. Polotsk và Vitebsk là những điểm đến du lịch văn hóa phổ biến nhất trong tỉnh.

## Hành chính
Tỉnh Vitebsk được chia thành 21 huyện, 2 thành phố trực thuộc tỉnh, 19 thành phố bổ sung, 249 selsovet và 26 khu định cư kiểu đô thị.
Các huyện
- Beshankovichy
- Braslaw
- Chashniki
- Dokshytsy
- Dubrowna
- Haradok
- Hlybokaye
- Lyepyel
- Liozna
- Miory
- Orsha
- Pastavy
- Polotsk
- Rasony
- Sharkawshchyna
- Shumilina
- Syanno
- Talachyn
- Ushachy
- Vitebsk
- Verkhnyadzvinsk

Thành thị
| Tên             | Tiếng Belarus | Tiếng Nga    | Dân sô  |
| --------------- | ------------- | ------------ | ------- |
| Vitebsk         | Ві́цебск       | Ви́тебск      | 342.400 |
| Orsha           | О́рша          | О́рша         | 125.300 |
| Novopolotsk     | Наваполацк    | Новополоцк   | 101.300 |
| Polotsk         | По́лацк        | По́лоцк       | 82.800  |
| Pastavy         | Паставы       | Поставы      | 20.500  |
| Hlybokaye       | Глыбокае      | Глубокое     | 19.600  |
| Lyepyel         | Ле́пель        | Ле́пель       | 18.800  |
| Novalukoml      | Новалукомль   | Новолукомль  | 14.900  |
| Haradok         | Гарадок       | Городок      | 14.000  |
| Baran           | Бара́нь        | Барань       | 12.300  |
| Talachyn        | Талачын       | Толочин      | 10.500  |
| Braslaw         | Браслаў       | Браслав      | 10.100  |
| Chashniki       | Чашнікі       | Чашники      | 9.800   |
| Dubrowna        | Дуброўна      | Дубровно     | 9.100   |
| Miory           | Мёры          | Миоры        | 9.000   |
| Syanno          | Сянно         | Сенно        | 8.400   |
| Beshankovichy   | Бешанко́вічы   | Бешенковичи  | 8.200   |
| Verkhnyadzvinsk | Верхнядзвінск | Верхнедвинск | 7.300   |
| Dokshytsy       | Докшыцы       | Докшицы      | 7.000   |
| Ushachy         | Ушачы         | Ушачи        | 5.600   |
| Dzisna          | Дзісна        | Дисна        | 2.400   |
| Surazh          | Сураж         | Сураж        | 818     |

## Nhân khẩu
Tính đến năm 2008, tỷ suất sinh là 9,7 trên 1000, trong khi tỷ suất tử là 15,5 trên 1000. Tính đến năm 2017, tỷ suất sinh là 9,6 và tỷ suất tử là 14,4. Huyện Rasony, huyện Shumilina, huyện Verkhnyadzvinsk có tỷ suất sinh cao nhất (trên 11), trong khi thành phố Navapolatsk (Novopolotsk), huyện Beshankovichy, huyện Haradok có tỷ suất sinh thấp nhất (dưới 9). 16,1% dân số dưới độ tuổi lao động, 56,6% trong độ tuổi lao động, 27,3% trên độ tuổi lao động (trung bình ở Belarus — 17,7%, 57,2%, 25,1%).
Năm 2017, khu vực này có tỷ suất di cư thuần âm đối với cả di cư trong nước và quốc tế (lần lượt là -2.102 và -63). 5.227 trong số những người rời khỏi khu vực này vào năm 2017 đã đến Minsk, 2.021 đến tỉnh Minsk, 1.630 đến tỉnh Mahilioŭ (Mogilev), ít hơn 700 — ở mỗi tỉnh khác. 3.858 người đến tỉnh này từ Minsk, 1.731 người từ tỉnh Mahilioŭ (Mogilev), 1.355 người từ tỉnh Minsk, ít hơn 750 người - từ mỗi tỉnh khác.
Tính đến năm 2018, 53,7% dân số trong khu vực là nữ, 46,3% là nam (trung bình ở Belarus — lần lượt là 53,4% và 46,6%).
Tỷ lệ dân số đô thị trong vùng tăng liên tục kể từ năm 1950 (21,5% năm 1950, 77,4% năm 2018).
| Năm            | 1939    | 1950    | 1955    | 1960    | 1965    | 1970    | 1975    | 1980    | 1985    |
| -------------- | ------- | ------- | ------- | ------- | ------- | ------- | ------- | ------- | ------- |
| Dân số (nghìn) | 1.702,5 | 1.256,2 | 1.243,3 | 1.289,9 | 1.313,5 | 1.368,8 | 1.384,1 | 1.386,1 | 1.402,3 |
| Năm            | 1990    | 1995    | 2000    | 2005    | 2006    | 2007    | 2008    | 2009    | 2010    |
| Dân số (nghìn) | 1.415,7 | 1.426,3 | 1.366,4 | 1.289,5 | 1.273,8 | 1.259,4 | 1.247,3 | 1.237,5 | 1.229,4 |
| Năm            | 2011    | 2012    | 2013    | 2014    | 2015    | 2016    | 2017    | 2018    | 2019    |
| Dân số (nghìn) | 1.221,8 | 1.214,1 | 1.208   | 1.202,1 | 1.198,5 | 1.193,5 | 1.188   | 1.180,2 | 1.171,5 |

| Tỷ suất sinh & tử | 1950 | 1960 | 1970 | 1980 | 1985 | 1990 | 1995 | 2000 | 2005 | 2010 | 2011 | 2012 | 2013 | 2014 | 2015 | 2016 | 2017 |
| ----------------- | ---- | ---- | ---- | ---- | ---- | ---- | ---- | ---- | ---- | ---- | ---- | ---- | ---- | ---- | ---- | ---- | ---- |
| Tỷ suất sinh      | 24   | 21,6 | 14,6 | 14,2 | 14,8 | 13,2 | 9,1  | 8,5  | 8,4  | 10,1 | 10,1 | 10,9 | 11,1 | 11,1 | 11,2 | 11,1 | 9,6  |
| Tỷ suất tử        | 7,8  | 7    | 8,5  | 11,3 | 12,3 | 12,5 | 14,9 | 15,1 | 16,5 | 16,7 | 16,2 | 15,4 | 15,4 | 14,7 | 14,7 | 14,6 | 14,4 |

| Tuổi thọ dự kiến khi sinh | 1990 | 1995 | 2000 | 2005 | 2010 | 2015 | 2016 | 2017 |
| ------------------------- | ---- | ---- | ---- | ---- | ---- | ---- | ---- | ---- |
| Tổng thể                  | 71   | 68   | 68,4 | 68,1 | 69,5 | 72,9 | 73,3 | 73,3 |
| Nữ giới                   | 76,3 | 74,9 | 75,6 | 75,7 | 77   | 78,9 | 79,4 | 79,3 |
| Nam giới                  | 67,3 | 64,4 | 64,2 | 63,3 | 65,1 | 69,2 | 69,4 | 69,4 |

| Kết hôn và ly hôn         | 1950   | 1960   | 1970   | 1980   | 1990   | 1995   | 2000  | 2005  | 2010  | 2015  | 2016  | 2017  |
| ------------------------- | ------ | ------ | ------ | ------ | ------ | ------ | ----- | ----- | ----- | ----- | ----- | ----- |
| Kết hôn (tổng)            | 11.589 | 15.275 | 12.645 | 13.908 | 13.480 | 10.571 | 7.936 | 9.037 | 9.542 | 9.803 | 7.536 | 7.582 |
| Kết hôn (trên 1000 người) | 9,2    | 11,9   | 9,2    | 10     | 9,5    | 7,4    | 5,8   | 7,1   | 7,8   | 8,2   | 6,3   | 6,4   |
| Ly hôn (tổng)             | 159    | 872    | 2.835  | 4.641  | 5.006  | 6.465  | 6.339 | 4.209 | 4.800 | 4.007 | 4.205 | 3.983 |
| Ly hôn (trên 1000 người)  | 0,1    | 0,7    | 2,1    | 3,3    | 3,5    | 4,5    | 4,7   | 3,3   | 3,9   | 3,4   | 3,5   | 3,4   |

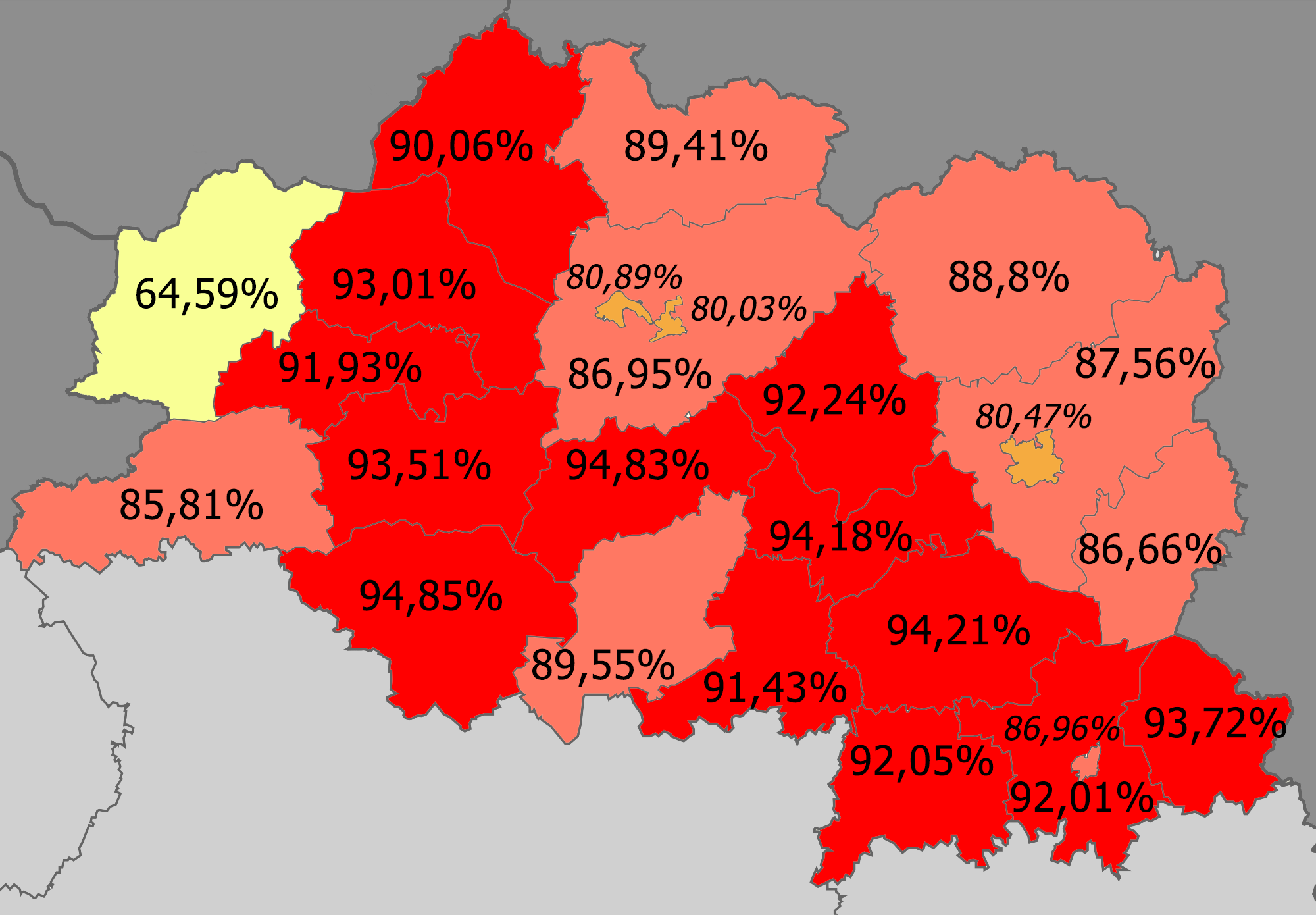
Người Belarus trong tỉnh  >90%  85—90%  80–85%  <80% (64.59%)
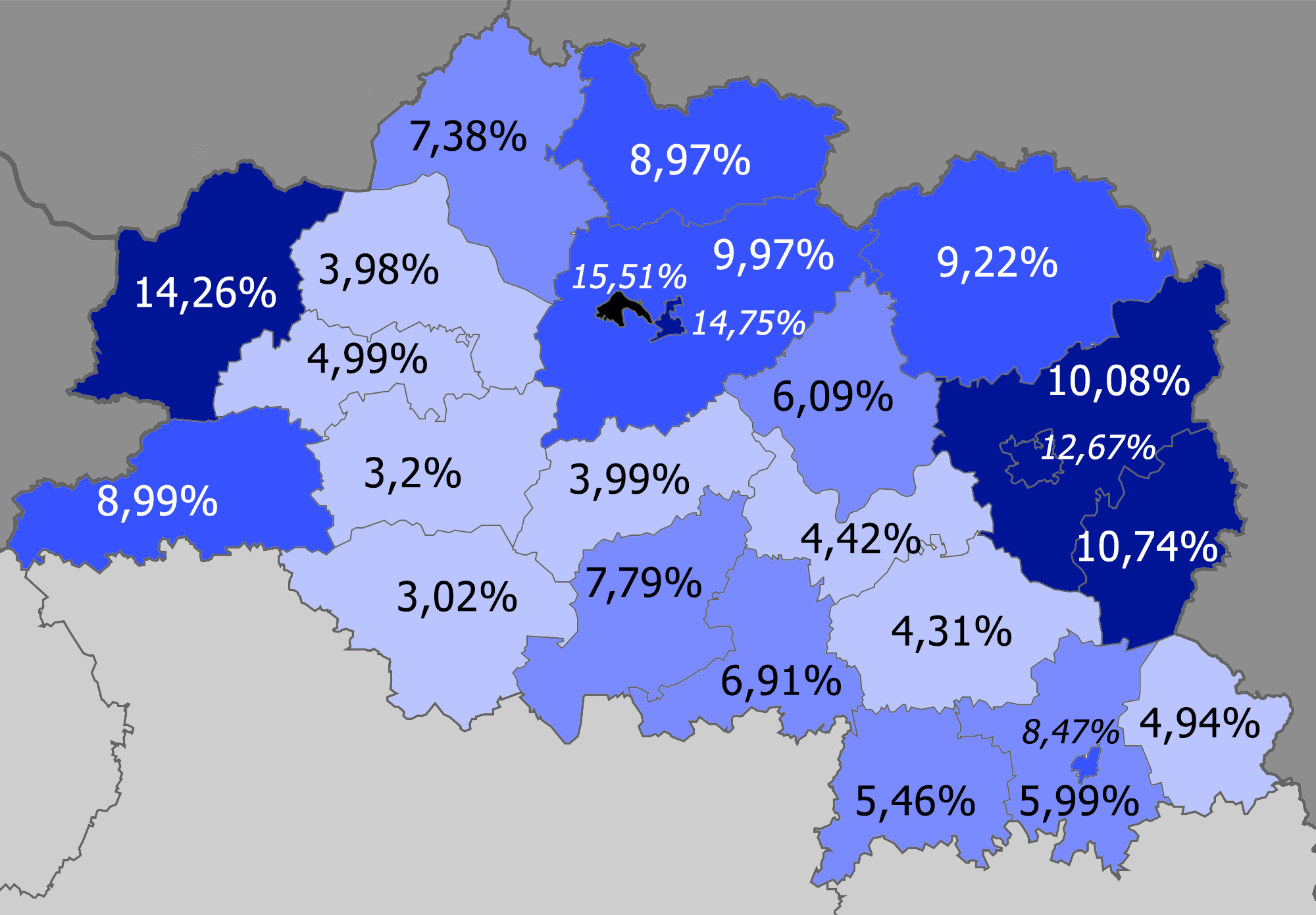
Người Nga trong tỉnh  >15% (15.51%)  10–15%  8–10%  5–8%  <5%
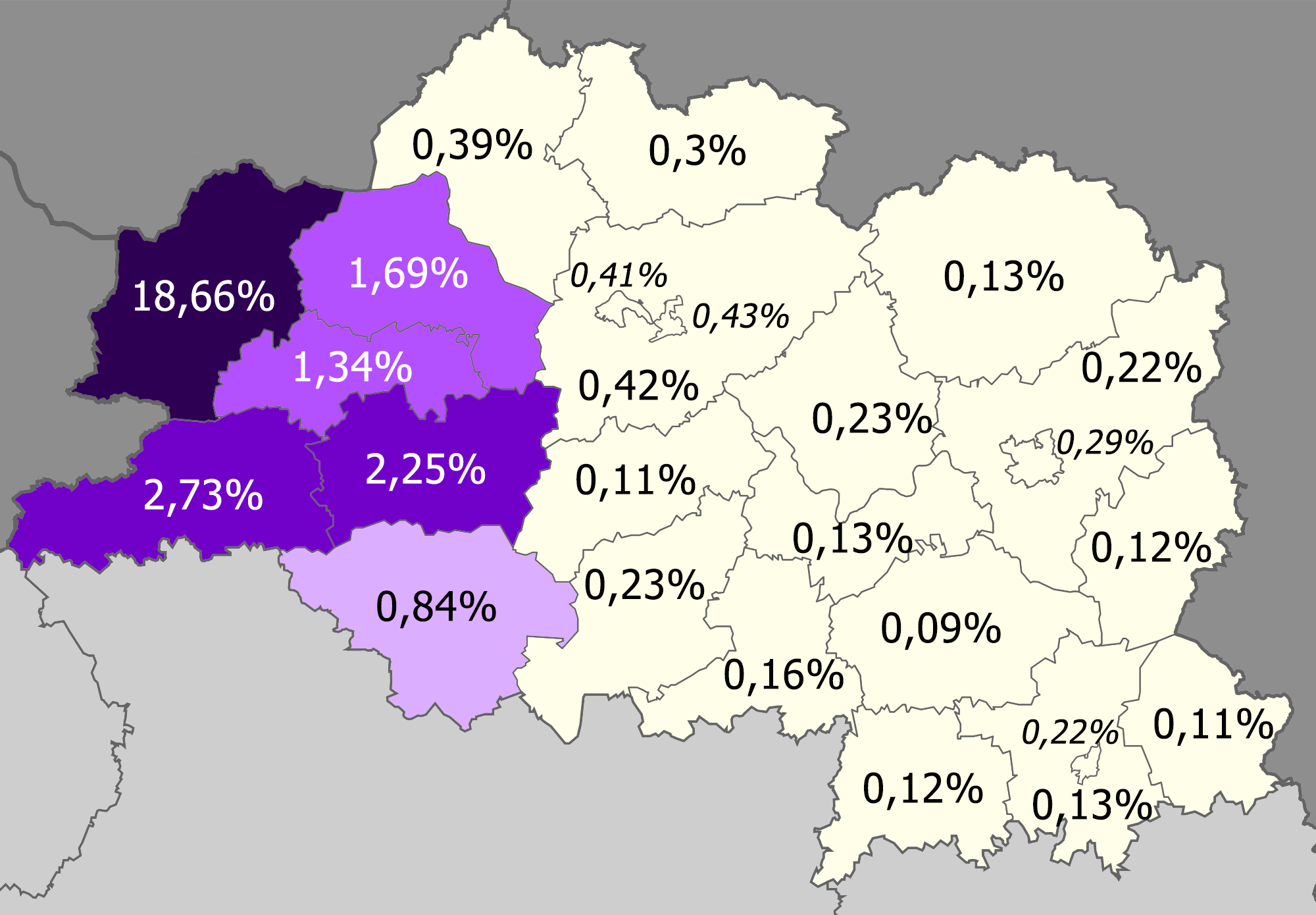
Người Ba Lan trong tỉnh  >5% (18.66%)  2–5%  1–2%  0.5–1%  <0.5%

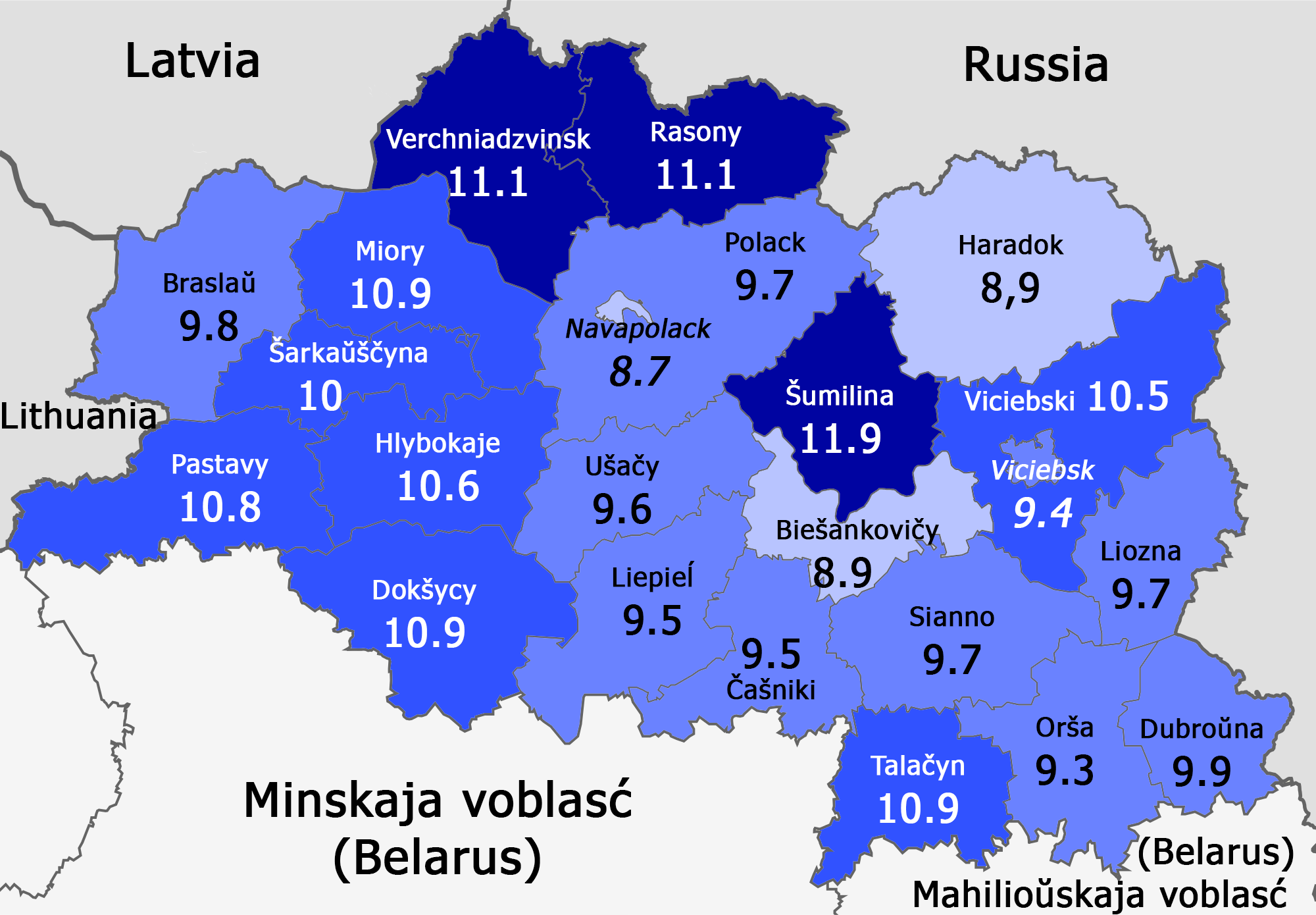
Tỷ suất sinh theo huyện (2017)